# Lamas (Anglia)
Lamas lub Lammas – wieś w Anglii, w hrabstwie Norfolk, w dystrykcie Broadland. Leży 14 km na północ od Norwich i 171 km na północny wschód od Londynu.